# 야나다촌
야나다촌(梁田村)은 도치기현의 남서부 아시카가군에 속했던 촌이다.

## 역사
- 1889년 4월 1일 - 정촌제 시행에 의해 야나다군 야나다촌이 성립하였다.
- 1896년 4월 1일 - 군 통합에 의해 아시카가군 야나다촌이 되었다.
- 1955년 3월 31일 - 미쿠리야정, 구노촌, 쓰쿠바촌과 합병해 미쿠리야정이 되었다.
- 1962년 10월 1일 - 사카니시정이 미쿠리야정과 함께 아시카가시에 편입되었다.

## 인구
1903년 출판된 『도치기현 자치제사』에 따르면 가구수・인구는 427・2857명.

## 참고문헌
- 『栃木県自治制史』下野日日新聞民報社、1910年。
- 大日本篤農家名鑑編纂所編『大日本篤農家名鑑』大日本篤農家名鑑編纂所、1910年。
- 『栃木県町村合併誌 第三巻下』 栃木県、1956年3月。